# Mia Soleil Maurer
Mia Soleil Maurer (* 31. Oktober 2009 in Darmstadt) ist eine junge deutsche Nachwuchswissenschaftlerin, die 2025 gemeinsam mit Misha Hegde den ersten Preis im Fachgebiet Biologie beim renommierten Bundeswettbewerb Jugend forscht gewann.

### Biographie und Hintergrund
Mia Soleil Maurer stammt aus Seeheim-Jugenheim (Kreis Darmstadt-Dieburg), Hessen. Im Jahr 2025 war sie‑ gemeinsam mit ihrer Teamkollegin Misha Hegde – Bundespreisträgerin im Fach Biologie beim Wettbewerb Jugend Forscht. Durch ihr Projekt Bakterien auf dem Speiseplan 2.0 bekam sie mediale Aufmerksamkeit. Außerhalb ihrer wissenschaftlichen Karriere ist sie im Reitsport aktiv und schreibt Bücher. 

### Jugend forscht 2025 – Bundeswettbewerb
Beim 60. Bundeswettbewerb Jugend forscht, der vom 29. Mai bis 1. Juni 2025 in Hamburg stattfand, errangen Mia Soleil Maurer und Misha Hegde den 1. Preis im Fachgebiet Biologie. Für ihr beeindruckendes Projekt über die Anwendung eines Virustyps zur umweltschonenden Bekämpfung des Pflanzenbakteriums Rhizobium rhizogenes erhielten die beiden jungen Forscherinnen zusätzlich zwei Sonderauszeichnungen: den Europa-Preis der Deutschen Forschungsgemeinschaft und eine Einladung zum European Union Contest for Young Scientists (EUCYS) in Riga.

### Projektbeschreibung
Das preisgekrönte Projekt befasste sich mit der Entdeckung eines speziellen Bakteriophagen, der gezielt das pflanzenschädliche Bakterium Rhizobium rhizogenes angreift. Dieser Ansatz ist besonders umweltfreundlich, da er auf Antibiotika verzichtet. Die Methode hat das Potenzial, in der biologischen Schädlingsbekämpfung in der Landwirtschaft zukünftig Anwendung zu finden.

### Bedeutung und Auszeichnungen
Beim Bundesfinale wurden Mia und ihre Teamkollegin im Beisein von Bundespräsident Frank-Walter Steinmeier geehrt. Ihr Projekt wurde als besonders herausragend eingestuft und mit umfangreicher medialer Aufmerksamkeit gefeiert . Die Auszeichnungen und die damit verbundene internationale Einladung unterstreichen die Qualität und Bedeutung ihrer Forschung für den Wissenschaftsnachwuchs.
Weitere Auszeichnungen:
- 16. März 2024: 3. Platz Schüler experimentieren (Kassel)[2]
- 15. Februar 2025: 1. Platz Jugend Forscht Regionalwettbewerb (Lampertheim)[3]
- 27. März 2025: 1. Platz Jugend Forscht Landeswettbewerb (Darmstadt)[4]
- 1. Juni 2025: 1. Platz Jugend Forscht Bundeswettbewerb (Hamburg)[5]